# Idaea terminaria
Idaea terminaria là một loài bướm đêm trong họ Geometridae.